# Klosstjärnsberget
Klosstjärnsberget är ett naturreservat i Torsby kommun i Värmlands län.
Området är naturskyddat sedan 2014 och är 30 hektar stort. Reservatet omfattar södra delen av Klosstjärnsberget med branter och smärre våtmarker. Reservatet består av gammal granskog. 